# وليم فريدكن
وليم فريدكن (بالإنجليزية: William Friedkin)‏ (1935 - 2023) مخرج سينمائي أمريكي. حاصل على جائزة الأوسكار لأفضل مخرج عن فيلم الرابطة الفرنسية (1971). هو مخرج فيلم الرعب المعروف طارد الأرواح الشريرة (1973).

## سيرته
عن بداياته يذكر فريدكن في تعليقه الصوتي على شريط (دي في دي) لإعادة إصدار فيلم الدوار لألفريد هيتشكوك، فإن فريدكن أخرج الحلقة الأخيرة من مسلسل «ساعة ألفريد هيتشكوك» في عام 1965. ويذكر فريدكين أن هيتشكوك عنّفه لعدم ارتداءه ربطة عنق أثناء الإخراج.
في عام 1965 انتقل فريدكن إلى هوليوود. وبعد عامين صدر أول فيلم روائي له، الفيلم الغنائي «أوقات جميلة» من بطولة الزوجين سوني وشير. تبع ذلك العديد من الأفلام الأخرى «الفنية البحتة»، بما في ذلك فيلم مقتبس عن رواية مارت كراولي «أولاد في الفرقة»، وأبرزها فيلم «حفلة عيد ميلاد» من بطولة الممثل روبرت شو، والمأخوذ من سيناريو غير منشور للكاتب هارولد بنتر من مسرحية له. إلا أن فريدكن لم يكن يريد أن يعرف باسم «مخرج الأفلام الفنية البحتة»، وإنما أراد العمل على أفلام الأكشن والدراما الجادة من خلال قصص عن أميركا التي انتشرت فيها الجريمة والنفاق والغموض وانعدام الأخلاق. وكان كل ما قام به بعدها في أفلامه يعكس ما كان يحدث في أمريكا التي كانت تتغير في أعقاب حرب فيتنام، والثورة الجنسية، وفضيحة ووترغيت.
في عام 1971، صدر له فيلم «الرابطة الفرنسية» الذي أشاد به النقاد إشادة واسعة. وحصل الفيلم على خمسة من جوائز الأكاديمية، بما في ذلك أفضل فيلم وأفضل مخرج.
تابع فريدكن سلسلة أفلامه مع فيلم «طارد الأرواح الشريرة» عام 1973، المأخوذ من رواية لوليم بيتر بلاتي كانت من الكتب الأكثر مبيعا، وأحدث الفيلم ثورة في مجال أفلام الرعب، ويعتبره بعض النقاد واحدا من أعظم أفلام الرعب في كل العصور. رشح الفيلم لعشرة من جوائز الأكاديمية، بما في ذلك أفضل فيلم وأفضل مخرج. وفاز بجائزة أفضل سيناريو وأفضل خلط صوتي.
وعقب هذين الفيلمين، اعتبر فريدكن، جنبا إلى جنب مع فرانسيس فورد كوبولا وبيتر بوغدانوفيتش، واحدا من رواد المخرجين فيما أطلق عليه «نيو هوليوود» أو موجة هوليود الجديدة؛ في عام 1973 أعلن الثلاثي تشكيل شركة إنتاج مستقلة داخل استوديو بارامونت، سموها «شركة المخرجين». في حينها أخرج كوبولا فيلمه «محادثة»، وأخرج بوجدانوفيتش الفيلم المقتبس عن رواية هنري جيمس، «ديزي ميلر»، لكن فريدكن فجأة ترك الشركة، التي أغلقت بعد ذلك بقليل من قبل بارامونت.
أما أفلام فريدكن اللاحقة فلم تحقق نفس النجاح. فيلم «الساحر» (1977) الذي كلف 22 مليون دولار أمريكي وقام ببطولته روي شايدر وحميدو بنمسعود وآخرين، والذي كان النسخة الأمريكية من الفيلم الكلاسيكي الفرنسي «رواتب الخوف» للمخرج هنري جورج كلوزو، أنتج الفيلم كل من استوديوهي يونيفرزال وبارامونت، لكن الفيلم طغى عليه النجاح الساحق الذي حققه فيلم حرب النجوم، الذي كان قد صدر قبله بأسبوع واحد بالضبط. لكن فريدكن يعتبره أفضل فيلم له، رغم أنه دمره شخصيا بسبب فشله المالي والنقدي (كما ذكر ذلك فريدكن بنفسه في السلسلة الوثائقية «المخرجون» عام 1999).
بعد فيلم «الساحر» قدم فيلم الكوميديا الإجرامية «مهمة سرقة برينك» (1978)، استنادا إلى قصة حقيقية لأضخم عملية سرقة في تاريخ الولايات المتحدة (سرقة شركة برينك في بوسطن)، وكان الفيلم أيضا غير ناجح في شباك التذاكر. في عام 1980، أصدر فيلم الجريمة المقتبس من رواية جيرالد ووكر المثيرة «الإبحار»، من بطولة آل باتشينو، وهو الفيلم الذي تم الاحتجاج عليه حتى أثناء تصويره، ولا يزال موضع نقاش ساخن. تعرض الفيلم لهجوم نقدي، وكان خيبة أمل مالية.
عانى فريدكين من أزمة قلبية كبرى في 6 مارس 1981. كان لديه خلل سببه وراثي في الشريان التاجي الأيسر، وكاد أن يتوفى. ثم أمضى أشهر في إعادة التأهيل.
خلال الثمانينيات والتسعينيات من القرن الماضي، تلقت أفلام فريدكن في الغالب استقبالا نقديا باهتا ومبيعات تذاكر متوسطة. «صفقة القرن» (1983)، فيلم كوميدي من بطولة تشيفي تشيس وغريغوري هاينز وسيغورني ويفر، كان يعتبر في بعض الأحيان تقليدا لفيلم «دكتور سترانجيلوف» (1964)، وهوجم عموما من قبل النقاد. مع ذلك، لاقى فيلمه «الحياة والموت في لوس انجليس» (1985)، فيلم الجريمة والأكشن من بطولة وليم بيترسن ووليم دافو، استحسانا من النقاد الذين عقدوا مقارنات بينه وبين فيلم فريدكين الأسبق «الرابطة الفرنسية» (وخاصة في مشاهد مطاردة السيارات)، في حين تلقى فيلم قاعة المحكمة والدراما «إثارة الهيجان» (1987) مراجعات نقدية إيجابية إلى حد ما أحدها من الناقد روجر إيبرت على الرغم مما واجه الفيلم من مشاكل في التوزيع. قدم بعد ذلك فيلم الرعب «الغارديان» (1990) ثم فيلم الإثارة «اليشم» (1995)، بطولة ليندا فيورنتينو. تلقى الفيلم الأخير استجابة مواتية إلى حد ما من النقاد ومن الجماهير. حتى أن فريدكن قال أن «اليشم» كان فيلمه المفضل بين جميع الأفلام التي قدمها، كما هو فيلم «الساحر».
في عام 2000، أعيد اطلاق فيلم «طارد الأرواح الشريرة» في دور السينما مع إضافة لقطات إضافية وحقق 40 مليون دولار في الولايات المتحدة وحدها. كانت مشاركة فريدكن في فيلم رعب نفسي «علة» عام 2007 نتيجة لتجربة إيجابية في مشاهدته للنسخة المسرحية منه في عام 2004. فوجئ بأنه وجد نفسه -على سبيل المجاز- في نفس الصفحة مع كاتب المسرحية، ورأى أنه يمكن أن يقدم القصة جيدا. فاز الفيلم بجائزة فيبرسي في مهرجان كان السينمائي.
وفي وقت لاحق، أخرج فريدكن حلقة من المسلسل التلفزيوني «سي اس آي: التحقيق في موقع الجريمة» بعنوان «الصراصير»، الذي أعاده للعمل مرة أخرى مع نجم فيلم «الحياة والموت في لوس انجليس» وليم بيترسن. وأخرج مرة أخرى حلقة من المسلسل هي الحلقة ال200 بعنوان «ماسكارا».

## الوفاة
توفي وليم فريدكن في 7 أغسطس 2023 عن عمر ناهز السابعة الثمانين.

## روابط خارجية
- وليم فريدكن على موقع IMDb (الإنجليزية)
- وليم فريدكن على موقع الموسوعة البريطانية (الإنجليزية)
- وليم فريدكن على موقع مونزينجر (الألمانية)
- وليم فريدكن على موقع ألو سيني (الفرنسية)
- وليم فريدكن على موقع ميوزك برينز (الإنجليزية)
- وليم فريدكن على موقع تيرنر كلاسيك موفيز (الإنجليزية)
- وليم فريدكن على موقع أول موفي (الإنجليزية)
- وليم فريدكن على موقع بوكس أوفيس موجو (الإنجليزية)
- وليم فريدكن على موقع قاعدة بيانات برودواي على الإنترنت (الإنجليزية)
- وليم فريدكن على موقع قاعدة بيانات الأفلام السويدية (السويدية)